# Tacy sami
Tacy sami volt a címe a Lady Pank 1988-ban kiadott nagylemezének.
A legtöbb dalt a következő felállásban vették fel (kivételek külön jelezve):
- Janusz Panasewicz – ének
- Jan Borysewicz - gitár, ének
- Edmund Stasiak – gitár
- Paweł Mścisławski – gitár
- Wiesław Gola – basszusgitár

## Feldolgozások
1. Tacy sami
2. Oglądamy film
3. John Belushi
4. Mała wojna
5. Giga - giganci
6. To co mam
7. Zostawcie Titanica
8. Ratuj tylko mnie
9. Martwy postój